# Simulium fontium
Simulium fontium är en tvåvingeart som först beskrevs av Rubtsov 1955.  Simulium fontium ingår i släktet Simulium och familjen knott. Inga underarter finns listade i Catalogue of Life.